# Life and Debt
Pour plus de détails, voir Fiche technique et Distribution.
Life and Debt est un documentaire américain réalisé par Stéphanie Black et sorti en 2001.

## Synopsis
Ce documentaire porte un regard sur la situation économique en Jamaïque depuis l'accession du pays à l'indépendance, le 6 août 1962. Il s'intéresse particulièrement au rôle du Fonds monétaire international et de la Banque mondiale dans la globalisation de l'économie du pays. Ceux-ci ont en effet accordé plusieurs prêts au pays pour l'aider dans son développement, à la condition qu'il mène une politique de déréglementation, de privatisation et d'ouverture au commerce extérieur. Cette politique aurait d'après le film non pas conduit à une amélioration de la situation, mais au contraire à une augmentation progressive de la dette publique jamaïcaine, qui atteint de nos jours 7 milliards de dollars. L'agriculture du pays aurait été fortement affaiblie, de par la concurrence des denrées étrangères (majoritairement américaines), subventionnées et donc moins chères.
Le film fait un parallèle entre la situation très précaire dans laquelle se trouvent de nombreux Jamaïcains et l'insouciance des touristes venus profiter du climat de l'ile, peu au courant de la situation critique dans laquelle se trouve le pays.

## Interviews
La réalisatrice est allée à la rencontre de différentes personnalités, dont l'ancien Premier ministre jamaïcain Michael Manley, le sous-directeur du FMI, Stanley Fischer, des acteurs du secteur agricole, mis en difficultés par la politique de libéralisation économique, ainsi que des travailleurs jamaïcains. Michael Manley critique particulièrement les méthodes des instances de régulations de l'économie internationale, qu'il accuse de néocolonialisme.

## Fiche technique
- Titre original : Life and Debt
- Titre français : Life and Debt
- Réalisation : Stéphanie Black
- Société(s) de distribution : Eurozoom
- Pays d'origine :  États-Unis
- Langue : anglais
- Format : Couleur - 1:85 - Son Dolby numérique
- Genre : Documentaire
- Durée : 86 minutes
- Dates de sortie :
  -  États-Unis : 22 avril 2001
  -  France : 7 avril 2004

## Distinctions
- Prix du meilleur film par le jury "jeune" au festival Cineambiente du film environnemental 2002, Turin
- Prix du public du meilleur film au Festival Jeden Svět du film documentaire des droits de l'homme 2002, Prague
- Prix spécial du jury au Festival International du Film Insulaire 2004, Ole de Groix
- Prix spécial du jury au Festival international du film des droits de l'homme 2004, Paris